# Fluda ruficeps
Fluda ruficeps là một loài nhện trong họ Salticidae.
Loài này thuộc chi Fluda. Fluda ruficeps được Władysław Taczanowski miêu tả năm 1878.